# 2020年アイフェルグランプリ
2020年アイフェルグランプリ（英語: 2020 Eifel Grand Prix）は、2020年のF1世界選手権第11戦として、2020年10月11日にニュルブルクリンクで開催された。
正式名称は「Formula 1 Aramco Grosser Preis Der Eifel 2020」。

## 背景
開催に至る経緯
本年はドイツでF1の開催は行われない予定であったが、新型コロナウイルス感染症の世界的流行により、本来この週末に開催予定であった日本GPを含め多数のレースが開催中止や延期に追い込まれ、その代替としてホッケンハイムリンクでのドイツGP開催の可能性が浮上した。しかし、同サーキットは観客を入れて開催することを望んだが、所在地であるバーデン＝ヴュルテンベルク州が同感染症の拡大防止策として大人数が集まるイベントを10月まで禁止したため開催を断念した。代わってニュルブルクリンクでの開催が検討され、7月24日の追加日程発表にて第11戦「アイフェルGP」として開催されることになった。レース名の「アイフェル」はニュルブルクリンクが位置する地方の名から取られた。ニュルブルクリンクでのF1開催は2013年以来7年ぶりである。なお、同サーキットは2万人の観客を入れることを決めている。
タイヤ
本レースでピレリが持ち込むドライ用タイヤのコンパウンドはハード（白）：C2、ミディアム（黄）：C3、ソフト（赤）：C4の組み合わせ。

## エントリー
当初、レギュラードライバーは前戦ロシアGPから変更なかったが、ランス・ストロールが体調不良によりFP3の走行を見合わせ、予選からニコ・ヒュルケンベルグに交代した。フェラーリ・ドライバー・アカデミー(FDA)所属ドライバーでFIA F2に参戦中のミック・シューマッハがアルファロメオ、カラム・アイロットがハースでFP1を走行する予定であったが、後述の通り天候不良のため走行できなかった。

## フリー走行
金曜日は雨と濃霧による視界不良でメディカルヘリを飛ばすことができなかったため、同日開催予定のFP1とFP2は走行許可が降りず1台も走れなかった。この日FP1を走行する予定であったミック・シューマッハとカラム・アイロットは初の公式セッションを走ることなく終えた。土曜午前のFP3は晴れて視界も回復したことから各車走行を行えたが、ランス・ストロール（レーシング・ポイント）は体調不良のため参加できなかった。気温8度、路面温度14度と寒い中で行われたFP3はバルテリ・ボッタス（メルセデス）が1分26秒225でトップタイムを記録し、不振を極めるフェラーリ勢が健闘を見せシャルル・ルクレールが3番手、セバスチャン・ベッテルは5番手をマークした。レーシング・ポイントは予選を前に、テレビの仕事でニュルブルクリンクを訪れていたニコ・ヒュルケンベルグを急遽代走に起用した。

## 予選
2020年10月10日 15:00 CEST(UTC+2)
- 気温9度、路面温度18度、ドライコンディション[18]

バルテリ・ボッタス（メルセデス）が今季3度目のポールポジションを獲得した。マックス・フェルスタッペン（レッドブル）はルイス・ハミルトン（メルセデス）に0.037秒差と肉薄したが、メルセデス勢のフロントロー独占を阻止することはできなかった。フェラーリ勢はシャルル・ルクレールが4番手とレッドブル勢に割って入ったが、セバスチャン・ベッテルはQ2で敗退し11番手に終わった。予選から急遽参加したニコ・ヒュルケンベルグ（レーシング・ポイント）は最下位で予選を終えた。

### 予選結果
| 順位                | No. | ドライバー                   | コンストラクター                   | Q1       | Q2       | Q3       | Grid |
| ------------------- | --- | ---------------------------- | ---------------------------------- | -------- | -------- | -------- | ---- |
| 1                   | 77  | バルテリ・ボッタス           | メルセデス                         | 1:26.573 | 1:25.971 | 1:25.269 | 1    |
| 2                   | 44  | ルイス・ハミルトン           | メルセデス                         | 1:26.620 | 1:25.390 | 1:25.525 | 2    |
| 3                   | 33  | マックス・フェルスタッペン   | レッドブル-ホンダ                  | 1:26.319 | 1:25.467 | 1:25.562 | 3    |
| 4                   | 16  | シャルル・ルクレール         | フェラーリ                         | 1:26.857 | 1:26.240 | 1:26.035 | 4    |
| 5                   | 23  | アレクサンダー・アルボン     | レッドブル-ホンダ                  | 1:27.126 | 1:26.285 | 1:26.047 | 5    |
| 6                   | 3   | ダニエル・リカルド           | ルノー                             | 1:26.836 | 1:26.096 | 1:26.223 | 6    |
| 7                   | 31  | エステバン・オコン           | ルノー                             | 1:27.086 | 1:26.364 | 1:26.242 | 7    |
| 8                   | 4   | ランド・ノリス               | マクラーレン-ルノー                | 1:26.829 | 1:26.316 | 1:26.458 | 8    |
| 9                   | 11  | セルジオ・ペレス             | レーシング・ポイント-BWTメルセデス | 1:27.120 | 1:26.330 | 1:26.704 | 9    |
| 10                  | 55  | カルロス・サインツ           | マクラーレン-ルノー                | 1:27.378 | 1:26.361 | 1:26.709 | 10   |
| 11                  | 5   | セバスチャン・ベッテル       | フェラーリ                         | 1:27.107 | 1:26.738 |          | 11   |
| 12                  | 10  | ピエール・ガスリー           | アルファタウリ-ホンダ              | 1:27.072 | 1:26.776 |          | 12   |
| 13                  | 26  | ダニール・クビアト           | アルファタウリ-ホンダ              | 1:27.285 | 1:26.848 |          | 13   |
| 14                  | 99  | アントニオ・ジョヴィナッツィ | アルファロメオ-フェラーリ          | 1:27.532 | 1:26.936 |          | 14   |
| 15                  | 20  | ケビン・マグヌッセン         | ハース-フェラーリ                  | 1:27.231 | 1:27.125 |          | 15   |
| 16                  | 8   | ロマン・グロージャン         | ハース-フェラーリ                  | 1:27.552 |          |          | 16   |
| 17                  | 63  | ジョージ・ラッセル           | ウィリアムズ-メルセデス            | 1:27.564 |          |          | 17   |
| 18                  | 6   | ニコラス・ラティフィ         | ウィリアムズ-メルセデス            | 1:27.812 |          |          | 18   |
| 19                  | 7   | キミ・ライコネン             | アルファロメオ-フェラーリ          | 1:27.817 |          |          | 19   |
| 20                  | 27  | ニコ・ヒュルケンベルグ       | レーシング・ポイント-BWTメルセデス | 1:28.021 |          |          | 20   |
| 107% time: 1:32.361 |     |                              |                                    |          |          |          |      |
| ソース:             |     |                              |                                    |          |          |          |      |

## 決勝
2020年10月11日 14:10 CEST(UTC+2)

### レース結果
| 順位    | No. | ドライバー                   | コンストラクター                   | 周回数 | タイム/リタイア原因                | Grid | Pts.  |
| ------- | --- | ---------------------------- | ---------------------------------- | ------ | ---------------------------------- | ---- | ----- |
| 1       | 44  | ルイス・ハミルトン           | メルセデス                         | 60     | 1:35:49.641                        | 2    | 25    |
| 2       | 33  | マックス・フェルスタッペン   | レッドブル-ホンダ                  | 60     | +4.470                             | 3    | 19 FL |
| 3       | 3   | ダニエル・リカルド           | ルノー                             | 60     | +14.613                            | 6    | 15    |
| 4       | 11  | セルジオ・ペレス             | レーシング・ポイント-BWTメルセデス | 60     | +16.070                            | 9    | 12    |
| 5       | 55  | カルロス・サインツ           | マクラーレン-ルノー                | 60     | +21.905                            | 10   | 10    |
| 6       | 10  | ピエール・ガスリー           | アルファタウリ-ホンダ              | 60     | +22.766                            | 12   | 8     |
| 7       | 16  | シャルル・ルクレール         | フェラーリ                         | 60     | +30.814                            | 4    | 6     |
| 8       | 27  | ニコ・ヒュルケンベルグ       | レーシング・ポイント-BWTメルセデス | 60     | +32.596                            | 20   | 4     |
| 9       | 8   | ロマン・グロージャン         | ハース-フェラーリ                  | 60     | +39.081                            | 16   | 2     |
| 10      | 99  | アントニオ・ジョヴィナッツィ | アルファロメオ-フェラーリ          | 60     | +40.035                            | 14   | 1     |
| 11      | 5   | セバスチャン・ベッテル       | フェラーリ                         | 60     | +40.810                            | 11   |       |
| 12      | 7   | キミ・ライコネン 1           | アルファロメオ-フェラーリ          | 60     | +41.476                            | 19   |       |
| 13      | 20  | ケビン・マグヌッセン         | ハース-フェラーリ                  | 60     | +49.585                            | 15   |       |
| 14      | 6   | ニコラス・ラティフィ         | ウィリアムズ-メルセデス            | 60     | +54.449                            | 18   |       |
| 15      | 26  | ダニール・クビアト           | アルファタウリ-ホンダ              | 60     | +55.588                            | 13   |       |
| Ret     | 4   | ランド・ノリス               | マクラーレン-ルノー                | 42     | パワーユニット                     | 8    |       |
| Ret     | 23  | アレクサンダー・アルボン     | レッドブル-ホンダ                  | 23     | ラジエーター 2                     | 5    |       |
| Ret     | 31  | エステバン・オコン           | ルノー                             | 22     | 油圧システム                       | 7    |       |
| Ret     | 77  | バルテリ・ボッタス           | メルセデス                         | 18     | パワーユニット                     | 1    |       |
| Ret     | 63  | ジョージ・ラッセル           | ウィリアムズ-メルセデス            | 12     | 接触                               | 17   |       |
| WD      | 18  | ランス・ストロール           | レーシング・ポイント-BWTメルセデス |        | 体調不良（ヒュルケンベルグに交代） |      |       |
| ソース: |     |                              |                                    |        |                                    |      |       |

追記
- ^FL - ファステストラップの1点を含む
- ^1 - ライコネンはターン1でラッセルと接触した件の責任を問われ、10秒ペナルティ（ピットインで消化）とペナルティポイント2点（合計4点）が科された[25][21]
- ^2 - アルボンはターン14でクビアトと接触した件の責任を問われ、5秒ペナルティ（未消化のままリタイア）とペナルティポイント2点（合計7点）が科された[26][22]

優勝者ルイス・ハミルトンの平均速度
193.233 km/h (120.069 mph)
ファステストラップ
- マックス・フェルスタッペン-   1:28.139 (60周目)

ラップリーダー
太字は最多ラップリーダー
- バルテリ・ボッタス - 12周 (1-12)
- ルイス・ハミルトン - 48周 (13-60)

## 第11戦終了時点のランキング
|         | 順位 | ドライバー                 | ポイント |
| ------- | ---- | -------------------------- | -------- |
|         | 1    | ルイス・ハミルトン         | 230      |
|         | 2    | バルテリ・ボッタス         | 161      |
|         | 3    | マックス・フェルスタッペン | 147      |
| 2       | 4    | ダニエル・リカルド         | 78       |
| 4       | 5    | セルジオ・ペレス           | 68       |
| ソース: |      |                            |          |

|         | 順位 | コンストラクター                   | ポイント |
| ------- | ---- | ---------------------------------- | -------- |
|         | 1    | メルセデス                         | 391      |
|         | 2    | レッドブル-ホンダ                  | 211      |
| 1       | 3    | レーシング・ポイント-BWTメルセデス | 120      |
| 1       | 4    | マクラーレン-ルノー                | 116      |
|         | 5    | ルノー                             | 114      |
| ソース: |      |                                    |          |

- 注：ドライバー、コンストラクター共にトップ5のみ表示。